# Pelekium mexicanum
Pelekium mexicanum là một loài Rêu trong họ Thuidiaceae. Loài này được (Mitt.) Schiavone & G. M. Suarez mô tả khoa học đầu tiên năm 2007.